# Свети Георги (Врасна)
Вижте пояснителната страница за други значения на Свети Георги.
„Свети Георги и Успение Богородично“ (на гръцки: Αγίου Γεωργίου & Κοιμήσεως της Θεοτόκου) е православна църква в село Врасна (Враста), Егейска Македония, Гърция. Част е от Сярската и Нигритска епархия на Вселенската патриаршия.
Църквата е енорийски храм на селото. Разположена е в северната част на селото до средновековната Врастенска кула и гробището. Построена е върху по-стар храм, от който е останала само каменната камбанария от 30 март 1868 година според надписа на мраморна плоча. Сегашната църква е трикорабна кръстовидна базилика с купол. Църквата е изписана и има иконостас във византийски стил.
В старата камбанария са вградени римски надгробни релефи.
Към енорията принадлежат още църквите „Света Параскева“, „Свети Павел“, „Свети Безсребреници“ и извънселищните църкви „Свети Антоний“ и „Свети Йоан Предтеча“.